# Juan Agostino Alberti
Juan Agostino Alberti, bekannt als Giovanni Alberti, (* 13. Oktober 1916 oder 13. April 1916 in Montevideo; † nach 1947) war ein uruguayischer Fußballspieler. Er spielte auf der Position eines Mittelstürmers.
Juan Agostino Alberti begann seine Karriere beim Club Atlético Bella Vista. Dort spielte er in den Jahren 1935 bis 1936. Zur Saison 1936/37 wechselte er zum damaligen Serie-B-Verein US Palermo. Je nach Quellenlage sind für ihn dort 30 Serie-B-Spiele (zwölf Tore), 29 Liga-Einsätze (elf Tore) oder 32 Serie-B-Partien mit 14 Toren in den beiden folgenden Spielzeiten verzeichnet. Die Spielzeit 1938/39 verbrachte er beim Ligakonkurrenten AC Venedig. Dort spielte er sich auf Anhieb in die Stammformation. In seiner ersten Saison stieg er mit den Venezianern in die Serie A auf. In der Folge konnte sich der Verein in der höchsten italienischen Liga behaupten. Alberti spielte bis zum Ende der Saison 1946/47 für den AC Venedig. Die dabei erzielten Tore und Anzahl der absolvierten Partien ist ebenfalls in der Quellenlage umstritten. So werden einerseits 188 Spiele und 67 Tore genannt, während eine andere Quelle 175 Spiele mit insgesamt 59 Treffern führt.

## Vereine
- Club Atlético Bella Vista
- US Palermo Serie B 1936/37 21 Spiele – 5 Tore
- US Palermo Serie B 1937/38 8 Spiele – 6 Tore
- AC Venedig Serie B 1938/39 32 Spiele – 9 Tore
- AC Venedig Serie A 1939/40 30 Spiele – 10 Tore
- AC Venedig Serie A 1940/41 29 Spiele – 10 Tore
- AC Venedig Serie A 1941/42 22 Spiele – 7 Tore
- AC Venedig Serie A 1942/43 19 Spiele – 5 Tore
- AC Venedig Serie A 1944 20 Spiele – 11 Tore
- AC Venedig Serie A 1945/46 22 Spiele – 7 Tore
- AC Venedig Serie A 1946/47 1 Spiel – 0 Tore[6]

## Zusammenfassung
- Serie A 143 Spiele – 50 Tore
- Serie B 61 Spiele – 20 Tore
- Total: 204 Spiele – 70 Tore.